# Apache Drill
Apache Drill è un framework open source che supporta applicazioni distribuite per analisi interattive su grandi insiemi di dati.
Drill è la versione open source di Google Dremel disponibile come servizio infrastrutturale chiamato Google BigQuery. Un obiettivo dichiarato è che Drill sia capace di scalare fino a 10.000 server o più e di elaborare petabyte di dati e trilioni di record al secondo.
Drill è un progetto di primo livello di Apache.

## Caratteristiche
- Modello a documento JSON senza schema simile a MongoDB e Elasticsearch
- API standard: ANSI SQL, ODBC/JDBC, API RESTful
- Facile da usare per l'utente e lo sviluppatore
- Architettura che permette la connettività a più fonti dato
- Supporto a Hadoop (HDFS API 2.3+), MongoDB, Amazon EMR,MapR, CDH, HBase
- Supporto alle piattaforme cloud: Amazon S3, Google Cloud Storage, Azure Blob Storage, Swift